# Čimice
Čimice (en allemand Tschimitz) est un quartier pragois situé dans le nord de la capitale tchèque, appartenant à l'arrondissement de Prague 8, d'une superficie de 257,7 hectares est un quartier de Prague. En 2018, la population était de 6 800 habitants.
La ville est devenue une partie de Prague en 1960.